# Ialibu
Ialibu – miasto w Papui-Nowej Gwinei, w prowincji Southern Highlands. Według danych szacunkowych na rok 2013 liczy 10 315 mieszkańców.